# Ge (portal)
O ge, também conhecido como GloboEsporte.com, é um portal de notícias de esporte brasileiro mantido pelo portal Globo.com, do Grupo Globo e sob orientação da Central Globo de Esportes, subsidiária da Direção Geral de Jornalismo e Esporte da TV Globo. Foi lançado em 2003, com o nome de EsportenaGlobo.com.br., sendo renomeado em 2005 para GloboEsporte.com. O portal disponibiliza o conteúdo de Jornalismo Esportivo das empresas do Grupo Globo (TV Globo, SporTV, Premiere, Combate, rádios CBN e Globo, jornais e revistas), além de conteúdo próprio de reportagens em texto, foto, áudio e vídeo e de transmissões ao vivo. A página conta com o apoio das 5 redações próprias situadas no Rio de Janeiro, São Paulo, Belo Horizonte, Brasília e Recife, além das afiliadas da TV Globo, rádios jornais e revistas e agências de notícias, que assim alimentam o conteúdo o portal atualizado sempre 24 horas por dia. O principal segmento do site é o Tempo Real, que faz a transmissão de partidas e eventos ao vivo (inclusive com vídeos das transmissões da TV), usando narrações próprias.
No fim de 2010, assim como o site de notícias gerais g1, passou a ter páginas locais, noticiando o conteúdo esportivo local, com apoio das afiliadas Globo. Em 2019, o portal passou a fazer os pós-jogos da rodada com a participação das equipes de transmissão da TV com as análises e entrevistas. Também no mesmo ano, o site passou a ter um serviço de podcasts com os integrantes do Esporte na Globo, falando sobre os importantes assuntos do mundo esportivo. Também é acessado na versão mobile e em aplicativos como Android. Em julho de 2020, passou a se chamar ge, passando a abrigar mais conteúdo sobre esportes.
O ge conta com um aplicativo para dispositivos móveis. Em 2020, o site exibiu jogos históricos do futebol brasileiro.

## Transmissões
- Brasileirão Série A
- Partidas da Seleção Brasileira de Futebol
- The Best FIFA Football Awards
- Copa do Mundo FIFA
- Campeonatos Estaduais
- Fórmula 1
- Brasileirão Sub 20, entre outros

## Podcasts
Futebol
- Ubuntu Esporte Clube (a visão do esporte feita por jornalistas negros, com Diego Moraes, Marcos Luca Valentim, Pedro Moreno, Rafaelle Serafim e Thales Ramos)[4]

## Premiações
| Ano  | Organização  | Recipiente(s) | Categoria | Resultado |
| ---- | ------------ | ------------- | --------- | --------- |
| 2022 | Prêmio iBest | ge            | Esportes  | Venceu    |